# Giovanni Graffigna
Giovanni Graffigna (Genova, 23 gennaio 1993) è un pallanuotista italiano, portiere dell'Arenzano.

## Carriera
È un estremo difensore che fa dell'esplosività e della concentrazione le sue armi migliori; cresciuto nelle giovanili della Mameli, approda in prima squadra nel 2008, diventando l'anno successivo portiere titolare a soli 17 anni. Dopo un campionato da protagonista, passa nel 2010 nelle file della Rari Nantes Bogliasco accumulando 2 presenze in A1. L'anno successivo viene promosso secondo portiere dal nuovo allenatore Daniele Magalotti alle spalle di Simone Mina, per poi diventare titolare dopo il ritiro di quest'ultimo.
A partire dalla stagione 2013-14 gioca nel Lavagna '90, in serie A2. In seguito si trasferisce al Crocera Stadium ed all'Arenzano.